# Тадкастер

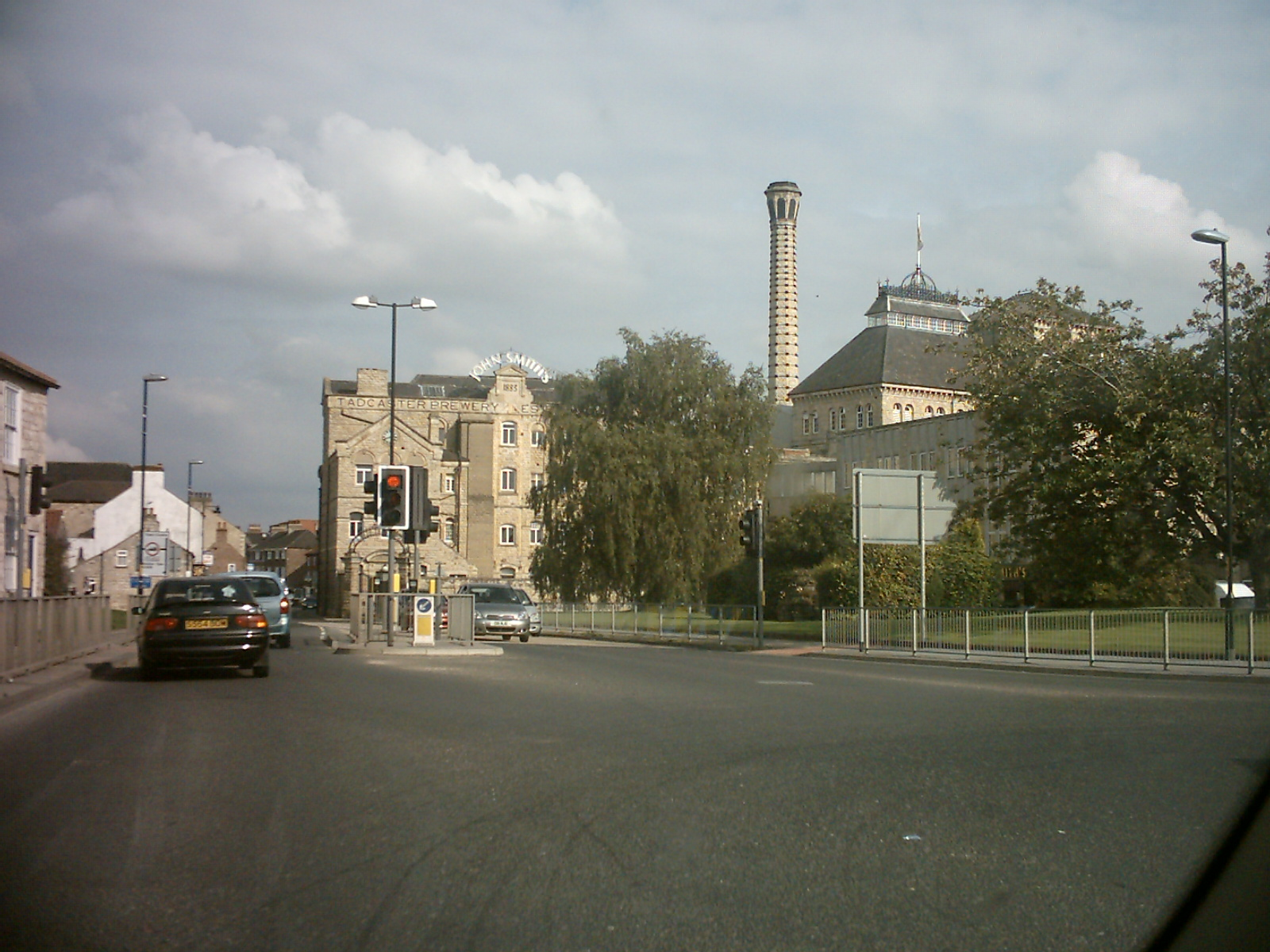
пивной завод Дж. Смита в Тадкастере

Та́дкастер (англ. Tadcaster) — город в Великобритании.

## География
Городок Тадкастер находится в центральной части Англии — в округе Селби, на юге графства Северный Йоркшир. Тадкастер расположен на реке Ворф, в 24 километрах к востоку от Лидса и в 16 километрах западнее Йорка. Город делится на 2 района — Западный и Восточный Тадкастер. Население составляет 7280 человек (на 2004 год).

## История и экономика
Тадкастер был основан римлянами под названием Calcaria и служил военным укреплением и почтовой станцией на дороге, ведущей к римскому городу Эборакум (ныне Йорк). После ухода римских войск из Британии Тадкастер был занят англосаксами. В англосаксонских хрониках город упоминается как место, где король Гарольд собирал войско перед решительным сражением с норвежцами при Стамфорд-Бридже в 1066 году.
После прихода норманнов местность Тодкастер переходит во владение рода баронов де Перси. В 1086 году в Книге Страшного суда городок упоминается как Tatecastre. В XI веке барон Уильям I де Перси строит здесь Тадкастер Кастл, укреплённый замок. В 1240 году в Тадкастере был построен первый каменный мост через реку Уорф. В 1270 году барон Генри де Перси, в чьи владения входил Тадкастер, получил разрешение короля Генриха III на открытие здесь рынка.
Во время Гражданской войны в Англии, 7 (17) декабря 1642 года, в районе мостовой переправы в Тадкастере произошло сражение между парламентской армией под командованием сэра Томаса Ферфакса и королевскими войсками, которыми руководил граф Ньюкасл.
На протяжении нескольких столетий основой экономики Тадкастера было производство пива, особенно сорта пейл-эль, по приготовлению которого Тадкастер занимает в Великобритании второе место после города Бёртон-апон-Трент в Стаффордшире. В настоящее время в Тадкастере работает 3 пивоваренных завода.

## Известные жители
- Хию Тадкастерская (ум. 657) — настоятельница монастыря.
- Истерби, Гай (род. 1971) — ирландский регбист.

## Города-побратимы
- Сен-Шель-д’Апше (Франция)

1. ↑  Parish Profiles // (unknown type) — Office for National Statistics.